# Amaury VI di Montfort
Amalrico VI di Montfort in francese: Amaury VI de Montfort-Évreux (XII secolo – 1213) fu Conte di Évreux dal 1182 al 1200 e Conte di Gloucester, dal 1200 alla morte.

## Origine
Secondo il documento n° LIV del Cartulaire de Notre-Dame des Vaux de Cernay, Tome I, Amalrico detto il Calvo era l'unico figlio del Conte di Évreux, Amalrico V e della moglie (secondo Roberto di Torigni sposata nel 1170, per volere e ordine del re d'Inghilterra, Enrico II iussu et voluntate Henrici regis Anglorum), Mabel FitzRobert o di Gloucester, che, era la figlia primogenita del secondo conte di Gloucester, Guglielmo e della moglie Havisa di Beaumont (dopo il 1120 – 24 o 25 maggio 1197), figlia primogenita ed erede di Roberto di Beaumont, II conte di Leicester e Gran Giustiziere del Regno d'Inghilterra (1104 - † 1168) e della moglie, Amice di Gaël e di Montfort.
 Secondo l'abate e storico normanno, priore dell'abbazia di Bec e sedicesimo abate di Mont-Saint-Michel, Roberto di Torigni, nel suo Chronique de Robert de Torigni, abbé du Mont-Saint-Michel, tome II, Amalrico V di Montfort era il figlio maschio primogenito del Signore di Montfort-l'Amaury, Épernon e Houdan e Conte di Évreux, Simone III detto il Calvo e della moglie, Matilde (Simon iste comes Ebroicensis et Mahaudis uxor eius), come ci viene confermato dal Cartulaire de Notre-Dame des Vaux de Cernay, Tome I, di cui non si conoscono gli ascendenti.

## Biografia
Suo nonno paterno, Simone III morì nel 1181, secondo il Ex Obituario ecclesiæ Ebroicensis, il 13 marzo; anche gli Obituaires de la province de Sens. Tome 2, Abbaye de Haute-Bruyère ricordano che Simone detto il Calvo fu sepolto a Évreux e nell'abbazia fu fatto un servizio funebre nel maggio 1181; infine Roberto di Torigni ricorda la morte nel 1181, dicendo che il figlio primogenito, Amalrico, gli succedette nella contea di Évreux, mentre il figlio secondogenito Simone, gli succedette nei territori francesi, le signorie di Montfort e Rochefort. Anche gli Annales Cestrienses, riportano la morte di Simone III, ricordando che era suocero del conte di Chester, Ugo di Kevelioc.
Suo padre, Amalrico V governò per pochi mesi la Contea di Évreux; infatti il Ex Obituario ecclesiæ Ebroicensis, ricorda la morte di Amalrico il 13 marzo 1182 e nella contea di Évreux gli succedette il suo unico figlio, anche lui di nome Amalrico, come Amalrico VI, sotto la tutela della madre, Mabel FitzRobert o di Gloucester.
Secondo la Chronique de Robert de Torigni, abbé du Mont-Saint-Michel, vol II, il nonno materno, Guglielmo, morì nel 1183, confermando che morì senza eredi maschi, lasciando tre figlie, due sposate e la terza di cui si sarebbe occupato il re Enrico II d'Inghilterra, mentre riportano che morì il 23 novembre sia gli Annales de Margan (IX Kal Dec), che l'Ex Obituario Lirensis monasterii (23 Nov.); anche il Dugdale Monasticon II, Tewkesbury Monastery, Gloucestershire I, Chronica de Fundatoribus et Fundatione Ecclesiæ Theokusburiæ, a pagina 61 (non consultato), oltre la morte di Guglielmo, riporta anche che fu tumulato nell'abbazia di Keynsham, nel Somerset.
Secondo il Complete Peerage V, pag. 687 e 688, il re d'Inghilterra, Enrico II, annesse al patrimonio reale sia la contea di Gloucester, che i territori annessi, disponendo che il titolo ed i territori, andassero alla terzogenita Isabella, al momento del suo matrimonio con Giovanni Senza Terra, l'ultimogenito del re (non consultata); infatti Isabella divenne la terza contessa di Gloucester. Comunque la madre di Amalrico VI, essendo la figlia primogenita di Guglielmo, non rinunciò alle pretese sulla contea, e, alla sua morte, nel 1198, Amalrico VI le subentrò come pretendente.
Nel 1199, il re di Francia, Filippo II Augusto, aveva conquistato parte della Normandia, tra cui la Contea di Évreux; col trattato del castello di Le Goulet, il re d'Inghilterra e duca di Normandia, Giovanni Senza Terra, riconobbe le conquiste di Filippo II Augusto. Giovanni, allora compensò Amalrico, cedendogli la contea di Gloucester che governava per conto della moglie, Isabella di Gloucester, zia di Amalrico.
Amalrico morì nel 1213 circa lasciando alla moglie come controdote, Petersfield e Mapledurham.

## Matrimoni e discendenza
Amalrico VI aveva sposato, nel 1194 circa Agnese d'Amboise, figlia di Ugo II Signore d'Amboise e della moglie Matilde di Vendôme, come ci è confermato dal documento n CXXXI delle Chartes Vendômoises.
Amalrico da Agnese non ebbe figli.
Dopo essere rimasto vedovo, Amalrico VI aveva sposato, nel 1203 circa Melisenda di Gournay, figlia di Ugo V Signore di Gournay e della moglie, Giulia.
Amalrico anche da Melisenda non ebbe figli.

## Ascendenza
|                                                      |                                |                                            | Genitori                                             |  |  | Nonni |  |  | Bisnonni                                 |  |  | Trisnonni                     |  |
|                                                      |                                |                                            |                                                      |  |  |       |  |  | Amalrico III di Montfort, conte d'Évreux |  |  | Simone I, signore di Montfort |  |
|                                                      |                                |                                            |                                                      |  |  |       |  |  | Amalrico III di Montfort, conte d'Évreux |  |  | Simone I, signore di Montfort |  |
|                                                      |                                | Agnese d'Évreux                            |                                                      |  |  |       |  |  | Amalrico III di Montfort, conte d'Évreux |  |  |                               |  |
| Simone III di Montfort, conte d'Évreux               |                                |                                            |                                                      |  |  |       |  |  | Amalrico III di Montfort, conte d'Évreux |  |  |                               |  |
|                                                      |                                | Agnese di Garlande                         | Anseau di Garlande, signore di Rochefort-en-Yvelines |  |  |       |  |  |                                          |  |  |                               |  |
|                                                      |                                | Agnese di Garlande                         | Anseau di Garlande, signore di Rochefort-en-Yvelines |  |  |       |  |  |                                          |  |  |                               |  |
|                                                      |                                | Agnese di Garlande                         | Beatrice di Montlhéry                                |  |  |       |  |  |                                          |  |  |                               |  |
| Amalrico V di Montfort, conte d'Évreux               |                                | Agnese di Garlande                         |                                                      |  |  |       |  |  |                                          |  |  |                               |  |
|                                                      |                                | …                                          | …                                                    |  |  |       |  |  |                                          |  |  |                               |  |
|                                                      |                                | …                                          | …                                                    |  |  |       |  |  |                                          |  |  |                               |  |
|                                                      |                                | …                                          | …                                                    |  |  |       |  |  |                                          |  |  |                               |  |
| Matilde                                              |                                | …                                          |                                                      |  |  |       |  |  |                                          |  |  |                               |  |
|                                                      |                                | …                                          | …                                                    |  |  |       |  |  |                                          |  |  |                               |  |
|                                                      |                                | …                                          | …                                                    |  |  |       |  |  |                                          |  |  |                               |  |
|                                                      |                                | …                                          | …                                                    |  |  |       |  |  |                                          |  |  |                               |  |
| Amalrico VI di Montfort, conte d'Évreux e Gloucester |                                | …                                          |                                                      |  |  |       |  |  |                                          |  |  |                               |  |
|                                                      | Roberto, I conte di Gloucester | Enrico I, re d'Inghilterra                 |                                                      |  |  |       |  |  |                                          |  |  |                               |  |
|                                                      | Roberto, I conte di Gloucester | Enrico I, re d'Inghilterra                 |                                                      |  |  |       |  |  |                                          |  |  |                               |  |
|                                                      | Roberto, I conte di Gloucester | …                                          |                                                      |  |  |       |  |  |                                          |  |  |                               |  |
| Guglielmo, II conte di Gloucester                    | Roberto, I conte di Gloucester |                                            |                                                      |  |  |       |  |  |                                          |  |  |                               |  |
|                                                      |                                | Mabel Fitzhamon, signora di Gloucester     | Roberto Fitzhamon, signore di Gloucester             |  |  |       |  |  |                                          |  |  |                               |  |
|                                                      |                                | Mabel Fitzhamon, signora di Gloucester     | Roberto Fitzhamon, signore di Gloucester             |  |  |       |  |  |                                          |  |  |                               |  |
|                                                      |                                | Mabel Fitzhamon, signora di Gloucester     | Sibilla di Montgomery                                |  |  |       |  |  |                                          |  |  |                               |  |
| Mabel di Gloucester                                  |                                | Mabel Fitzhamon, signora di Gloucester     |                                                      |  |  |       |  |  |                                          |  |  |                               |  |
|                                                      |                                | Roberto di Beaumont, II conte di Leicester | Robert de Beaumont, I conte di Leicester             |  |  |       |  |  |                                          |  |  |                               |  |
|                                                      |                                | Roberto di Beaumont, II conte di Leicester | Robert de Beaumont, I conte di Leicester             |  |  |       |  |  |                                          |  |  |                               |  |
|                                                      |                                | Roberto di Beaumont, II conte di Leicester | Elisabetta di Vermandois                             |  |  |       |  |  |                                          |  |  |                               |  |
| Havisa di Beaumont                                   |                                | Roberto di Beaumont, II conte di Leicester |                                                      |  |  |       |  |  |                                          |  |  |                               |  |
|                                                      |                                | Amice de Gael                              | Ralph de Gael, II conte di Norfolk                   |  |  |       |  |  |                                          |  |  |                               |  |
|                                                      |                                | Amice de Gael                              | Ralph de Gael, II conte di Norfolk                   |  |  |       |  |  |                                          |  |  |                               |  |
|                                                      |                                | Amice de Gael                              | Emma FitzOsbern                                      |  |  |       |  |  |                                          |  |  |                               |  |
|                                                      |                                | Amice de Gael                              |                                                      |  |  |       |  |  |                                          |  |  |                               |  |

### Fonti primarie
- (LA)  Cartulaire de Notre-Dame des Vaux de Cernay, Tome I.
- (LA)  Chartes Vendômoises.
- (LA)  Rerum Gallicarum et Francicarum Scriptires, tomus XVIII.
- (LA)  Rerum Gallicarum et Francicarum Scriptires, tomus XXIII.
- (LA)  Annales Cestrienses.
- (LA)  Chronique de Robert de Torigni, abbé du Mont-Saint-Michel, tome II.
- (LA)  Obituaires de la province de Sens. Tome 2.
- (LA)  Annales monastici.

### Letteratura storiografica
- Frederick Maurice Powicke, "I regni du Filippo Augusto e Luigi VIII di Francia", cap. XIX, vol. VI (Declino dell'impero e del papato e sviluppo degli stati nazionali) della Storia del Mondo Medievale, 1999, pp. 776–828.